# إيميل بينفينيست
إيميل بينفينيست (بالفرنسية: Émile Benveniste)‏ (27 ماي 1902 - 3 أكتوبر 1976) هو لساني و سيميائي فرنسي .عرف بأعماله المنصبة على اللغات الهندوأوربية .